# Giovanni d’Aniello
Giovanni d’Aniello (ur. 5 stycznia 1955 w Aversie we Włoszech) – duchowny katolicki, arcybiskup, nuncjusz apostolski w Rosji.

## Życiorys
27 sierpnia 1972 otrzymał święcenia kapłańskie i został inkardynowany do diecezji Aversa. W 1979 rozpoczął przygotowanie do służby dyplomatycznej na Papieskiej Akademii Kościelnej.
15 grudnia 2001 został mianowany przez Jana Pawła II nuncjuszem apostolskim w Demokratycznej Republice Konga oraz arcybiskupem tytularnym Pesto. Sakry biskupiej 6 stycznia 2002 udzielił mu w Rzymie papież Jan Paweł II.
22 września 2010 został przeniesiony do nuncjatury na Tajlandii, będąc równocześnie akredytowanym w Kambodży, Laosie i Birmie.
10 lutego 2012 został przeniesiony do nuncjatury w Brazylii.
1 czerwca 2020 został przeniesiony do nuncjatury w Rosji. 14 stycznia 2021 został akredytowany jednocześnie w Uzbekistanie.